# René Poensgen
René Poensgen (* 9. Juni 1980) ist ein deutscher Vierspännerfahrer und mehrmaliger Teilnehmer bei Welt- und Europameisterschaften. 

## Familie
René Poensgen stammt aus der rheinischen Familie Poensgen, die neben Großindustriellen auch einige bekannte Sportler wie beispielsweise den Billardspieler Albert Poensgen, die Motorradrennfahrerin Katja Poensgen oder den Motorrad-Sportmanager Bert Poensgen hervorgebracht hat. Zusammen mit seinem Bruder betreibt René Poensgen nach Abschluss der Handels- und Meisterschule in zweiter Generation eine familieneigene Bäckerei für gluten- und lactosefreie Backwaren in Eschweiler.

## Sportlaufbahn
Bereits als Kind interessierte sich Poensgen für Pferde und im Besonderen für den Fahrsport und dank familiärer Unterstützung hatte er die Gelegenheit auf einem Gutshof im Bovenberger Wald nahe Nothberg anfangs fünf Pferde zu halten, darunter drei KWPN (Niederländische Warmblüter) und zwei Oldenburger. Mit diesen Pferden bereite er sich auf Dressur, Hindernisparcours und Geländeprüfungen vor und konnte schließlich mit 15 Jahren sein erstes Turnier mit einem Zweispänner fahren. Zwischenzeitlich auch dem Reitclub Dürwiß e. V. beigetreten, spezialisierte sich Poensgen ab den 2000er-Jahren auf Viererzüge, mit denen er im Jahr 2003 im Alter von 22 Jahren erstmals in den Bundeskader der Deutschen Reiterlichen Vereinigung berufen wurde. Seine ersten Trainer waren unter anderem Bernhard Duen und Harry de Ruyter, später entschied er sich für Michael Freund und seit 2015 für den Australier Boyd Exell.
Seitdem nahm Poensgen bisher mehr als 15 Mal an Deutschen Meisterschaften teil und holte dabei in den Jahren 2015, 2018 und 2021 jeweils eine Bronzemedaille. Darüber hinaus gehörte er in den Jahren 2019 und 2021 zum Nationenteam für die Europameisterschaften, bei denen er 2019 in Donaueschingen den 17. und 2021 in Budapest den 18. Platz in der Einzelwertung erreichte.
Mittlerweile qualifizierte sich Poensgen viermal für die Weltmeisterschaften und errang bei diesen im Jahr 2012 den 20. in Riesenbeck, 2016 in Breda den 19. und 2022 in Pratoni del Vivaro den 16. Platz jeweils in der Einzelwertung und war in Italien zudem der beste deutsche Einzelfahrer. Die Qualifikation für die Teilnahme an den Weltmeisterschaften 2020 in Valkenswaard hatte Poensgen ebenfalls erfüllt, jedoch wurde die Veranstaltung wegen den Einschränkungen im Rahmen der COVID-19-Pandemie abgesagt.
Darüber hinaus nahm Poensgen an zahlreichen renommierten Einzelveranstaltungen teil, die teilweise als Qualifikationswettbewerbe für seine verschiedenen Meisterschaftsturniere zählten. So war er unter anderem erstmals 2016 auf dem Aachener CHIO am Start und gewann 2022 mit der deutschen Mannschaft die Silbermedaille beim Nationenpreis „Land Rover International Driving Grand Prix“ der „Royal Windsor Horse Show“ auf dem Gelände von Windsor Castle. Ferner nahm Poensgen mehrfach auch an den Veranstaltungen zu den NRW-Meisterschaften teil und wurde in den Jahren 2021 und 2022 jeweils NRW-Meister in der Einzelwertung im Vierspänner, nachdem er 2019 bereits die Silbermedaille gewonnen hatte.
In der Rangliste der Gespannfahrer der Deutschen Reiterlichen Vereinigung belegte Poensgen im Jahr 2022 den fünften Platz in der Kategorie der Vierspänner.
Eine besondere Ehre wurde Poensgen zuteil, als er zunächst im Jahr 2021 den Bundestrainer Karl-Heinz Geiger beim CHIO Aachen vertreten durfte, weil dieser die deutsche Mannschaft bei der Weltmeisterschaft der Pony-Gespanne in Frankreich betreuen musste. Ebenso wurde ihm für das CHIO 2022 erneut die Verantwortung als Equipechef übertragen.
Für seine bisherigen Verdienste um den Fahrsport wurde René Poensgen im Jahr 2020 mit der St. Georg-Plakette ausgezeichnet, die nur aktiven Reitern und Ausbildern vorbehalten ist.